# Aganipus calopoides
Aganipus calopoides là một loài bọ cánh cứng trong họ Cerambycidae.